# ماركو أوريليو ريبيرو سوزا
ماركو أوريليو ريبيرو سوزا (29 يناير 1995 في البرتغال - ) هو لاعب كرة قدم برتغالي في مركز حراسة المرمى. لعب مع نادي باسوش دي فيريرا وSport Clube Salgueiros ‏.

## وصلات خارجية
- ماركو أوريليو ريبيرو سوزا على موقع قاعدة بيانات كرة القدم.إي يو (الإنجليزية)
- ماركو أوريليو ريبيرو سوزا على موقع Soccerway.com (الإنجليزية)
- ماركو أوريليو ريبيرو سوزا على موقع AS.com (الإسبانية)